# Filtro de bioareia

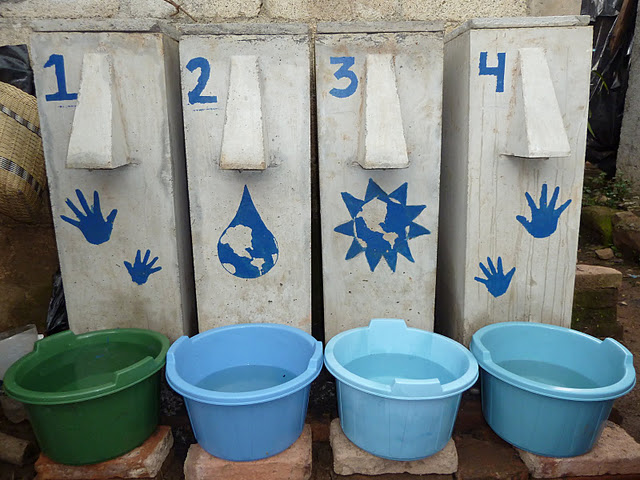
Filtros de bioareia implementados em Socorro, Guatemala, pelos Engenheiros Sem Fronteiras da Universidade de Illinois: Urbana-Champaign

Um filtro de bioareia (Inglês: Biosand filter - BSF) é um sistema de tratamento de água no ponto de uso adaptado dos tradicionais filtros lentos de areia. Os filtros de bioareia removem patógenos e sólidos suspensos da água por meio de processos biológicos e físicos que ocorrem numa coluna de areia coberta por um biofilme. Foi demonstrado que os BSF removem metais pesados, turbidez, bactérias, vírus e protozoários. Os BSF também reduzem a descoloração, o odor e o sabor desagradável. Estudos demonstraram uma correlação entre o uso de BSF e uma diminuição na ocorrência de diarreia. Devido à sua eficácia, facilidade de uso e falta de custos recorrentes, os filtros de bioareia são frequentemente considerados uma tecnologia apropriada nos países em desenvolvimento. Estima-se que mais de 200.000 BSF estejam em uso em todo o mundo.

## História
O filtro doméstico de bioareia foi proposto pelo Dr. David Manz no final da década de 1980 na Universidade de Calgary, Canadá. O sistema foi desenvolvido a partir do filtro lento de areia, tecnologia utilizada para purificação de água potável desde o século XIX. Os testes iniciais de laboratório e de campo foram realizados em 1991; o sistema foi patenteado em 1993 e implementado em campo na Nicarágua. A empresa canadiana sem fins lucrativos Centre for Affordable Water and Sanitation Technology (CAWST) foi co-fundada em 2001 por David Manz e Camille Dow Baker para promover a educação e a formação em purificação de água e saneamento, incluindo a utilização desta tecnologia, e para continuar a desenvolvê-la.

## Componentes do filtro de bioareia

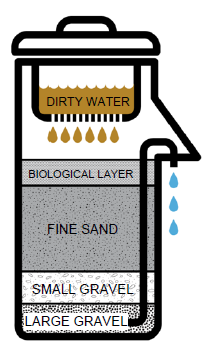
Diagrama Básico de um Filtro Bioareia de Betão[De cima para baixo:"Água Suja"
"Camada Biológica""Areia Fina""Gravilha Pequena"

Os filtros de bioareia são normalmente construídos em betão ou plástico. Na parte superior do filtro, uma tampa bem ajustada evita a entrada de contaminação e pragas indesejadas no filtro. Abaixo disso, a placa difusora evita a perturbação do biofilme quando a água é despejada no filtro. A água então viaja pela coluna de areia, o que remove patógenos e sólidos suspensos. Abaixo da coluna de areia, uma camada de gravilha impede que a areia entre na camada de drenagem e obstrua o tubo de saída. Abaixo da camada de separação está a camada de drenagem composta por cascalho mais grosso que evita o entupimento próximo à base do tubo de saída.

## Processo de filtragem
Os patógenos e os sólidos suspensos são removidos por processos biológicos e físicos que ocorrem na biocamada e na camada de areia. Esses processos incluem:
- Captura mecânica: Sólidos suspensos e patógenos ficam presos nos espaços entre os grãos de areia.[7]
- Predação: Os patógenos são consumidos por microrganismos na biocamada.[7]
- Adsorção: Os patógenos são adsorvidos uns nos outros e nos sólidos suspensos na água e nos grãos de areia.[7]
- Morte natural: Os patógenos terminam os seus ciclos de vida ou morrem porque não há comida ou oxigénio suficientes.[7]

### Durante o funcionamento
O alto nível de água (carga hidráulica) na zona do reservatório de entrada empurra a água através do difusor e do filtro e depois diminui à medida que a água flui uniformemente através da areia. A taxa de fluxo diminui porque há menos pressão para forçar a água através do filtro. A água de entrada contém oxigénio dissolvido, nutrientes e contaminantes. Fornece o oxigénio exigido pelos microrganismos do biofilme. Grandes partículas suspensas e patógenos ficam presos no topo da areia e obstruem parcialmente os espaços dos poros entre os grãos de areia. Isso faz com que a taxa de fluxo diminua.

### Período de pausa (tempo ocioso)
O tempo ocioso normalmente compreende mais de 80% do ciclo diário; durante este período, os processos de atenuação microbiana provavelmente serão significativos. A maior parte da remoção ocorre onde a água está em contacto com o biofilme. Os processos que ocorrem no biofilme não foram identificados. Quando a camada de água parada atinge o nível do tubo de saída, o fluxo pára. Idealmente, este valor deve ser suficientemente alto para manter o biofilme na camada de areia húmido e permitir que o oxigénio se difunda através da água parada até à biocamada. O período de pausa permite que os microrganismos da biocamada consumam os patógenos e nutrientes da água. A taxa de fluxo através do filtro é restaurada à medida que são consumidos. Se o período de pausa for muito longo, a biocamada consumirá todos os patógenos e nutrientes e morrerá, reduzindo a eficiência do filtro quando for utilizado novamente. O período de pausa deve ser entre 1 e 48 horas. Os patógenos na zona não biológica morrem por falta de nutrientes e oxigénio.

## Manutenção
Com o tempo, as partículas acumulam-se entre os grãos de areia do filtro. À medida que mais água é derramada, forma-se um biofilme na parte superior da placa difusora. Ambas as ocorrências causam uma diminuição na vazão (entupimento e bioentupimento). Embora taxas de fluxo mais lentas geralmente melhorem a filtragem da água devido ao tempo ocioso [APS1], elas podem tornar-se muito lentas para a conveniência dos utilizadores. Se as taxas de fluxo caírem abaixo de 0,1 litros/minuto, é recomendado pela CAWST realizar manutenção. A técnica de "remoinho e despejo", ou técnica de limpeza com gradagem húmida, é usada para restaurar a vazão. Cerca de 3.8L é despejado no filtro antes da limpeza (assumindo que o filtro esteja vazio). A camada superior de areia é então girada em movimentos circulares. A água suja do remoinho é despejada e a areia é alisada no topo. Este processo é repetido até que a taxa de fluxo seja restaurada. Também é recomendável limpar regularmente a placa difusora, o tubo de saída, a tampa e as superfícies externas dos filtros. A sustentabilidade e a eficácia a longo prazo dos filtros de bioareia dependem da educação e do apoio de pessoal de apoio experiente.
A Clean Water for Haiti, uma organização sem fins lucrativos no Haiti, implementa um programa de educação e acompanhamento pós-instalação do filtro de bioareia. O programa inclui visitas às residências dos beneficiários após um, três e doze meses e outra após 5 anos da data de instalação. Durante cada visita, os beneficiários recebem instruções repetidas sobre práticas seguras de água e como cuidar do filtro. Com base em dados recolhidos desde 2010, entre 94% e 99% dos filtros ainda são utilizados regularmente 12 meses após a instalação.

## Remoção de contaminantes

### Turbidez
Os resultados das reduções de turbidez variam dependendo da turbidez da água influente. A água turva contém areia, lodo e argila. A turbidez da alimentação num estudo variou de 1,86 a 3,9 NTU. Num estudo, a água foi obtida de amostras de torneiras de estações de tratamento de água de três reservatórios locais. Passou por um filtro de areia lento e os resultados mostraram que a turbidez diminuiu para uma média de 1,45 NTU. Noutro estudo utilizando águas superficiais foi observada uma redução de 93% na turbidez. À medida que o biofilme acima da areia amadurece, a remoção de turbidez aumenta. Embora os filtros de bioareia removam muita turbidez, os filtros de areia lentos, que têm uma taxa de filtração mais lenta, removem mais.

### Metais pesados
Existem investigações limitadas sobre a remoção de metais pesados por filtros de bioareia. Num estudo realizado na África do Sul, o filtro removeu cerca de 64% do ferro e 5% do magnésio.

### Bactérias
Em estudos de laboratório, descobriu-se que o filtro de bioareia remove cerca de 98-99% das bactérias. Na remoção de Escherichia coli constatou-se que o filtro de bioareia pode aumentar devido à formação de biofilme ao longo de cerca de dois meses. A remoção após esse período variou de 97 a 99,99% dependendo do volume diário de água e do percentual de efluente primário adicionado. A adição de efluentes primários ou águas residuais facilita o crescimento do biofilme que auxilia na morte bacteriana. A investigação mostra que os filtros de bioareia em uso no campo removem menos bactérias do que aqueles num ambiente controlado. Numa pesquisa realizada em 55 domicílios de Bonao, República Dominicana, a redução média de E. coli foi de cerca de 93%.

### Vírus
Testes de laboratório mostraram que, embora os filtros reduzam quantidades significativas de E. coli, eles removem significativamente menos vírus porque os vírus são menores. Num estudo utilizando bacteriófagos, a remoção do vírus variou entre 85% e 95% após 45 dias de uso. Um estudo recente sugeriu que a remoção de vírus aumenta significativamente ao longo do tempo, atingindo 99,99% após aproximadamente 150 dias.

### Protozoários
Num teste de laboratório, o filtro de bioareia removeu mais de 99,9% dos protozoários. Em testes para um tipo de protozoário, Giardia lamblia, o filtro removeu 100% ao longo de 29 dias de uso. Removeu 99,98% dos oocistos de outro protozoário, Cryptosporidium sp., possivelmente devido ao seu tamanho menor. Esta remoção foi comparável à do filtro lento de areia.

## Benefícios para a saúde
Estudos na República Dominicana e no Camboja conduzidos pela Universidade da Carolina do Norte e pela Universidade de Nevada mostram que o uso de BSF reduziu a ocorrência de doenças diarreicas em 47% em todas as faixas etárias. Num estudo realizado pela CAWST no Haiti, 95% de 187 famílias acreditavam que a qualidade da água tinha melhorado desde a utilização de filtros de bioareia para a limpar. 80% dos utilizadores afirmaram que a saúde das suas famílias melhorou desde a implementação. Tais perceções de saúde sobre o uso do filtro de bioareia têm se mostrado mais positivas em utilizadores de longo prazo.

## Tipos de filtros de bioareia

### Betão
Os filtros de betão são o tipo mais difundido de filtro de bioareia. O betão é geralmente preferível a outros materiais devido ao baixo custo, ampla disponibilidade e capacidade de ser construído no local. Os planos para o filtro de betão são distribuídos abertamente pela CAWST. Várias versões foram desenvolvidas. O filtro de bioareia CAWST Versão 9 é construído com uma taxa de carregamento máxima mais alta. Embora a água filtrada atenda aos padrões de qualidade da água da EPA, ela não é ideal. Investigações recentes estabelecem que o tempo de contacto entre a água e o material granular é o principal determinante na purificação da água. O filtro de bioareia CAWST Versão 10 leva isso em consideração; o volume do reservatório de água é igual ao volume do espaço poroso da camada de areia. A taxa máxima de carregamento foi reduzida em 33% para garantir que a água estagnada esteja em contacto constante com o material granular.
Os filtros BioSand de betão são normalmente fabricados em moldes de aço. Os planos para um molde de aço são distribuídos abertamente pela CAWST.
A Clean Water for Haiti, uma organização sem fins lucrativos com sede em Camp Marie, Haiti, fabrica filtros de bioareia usando uma adaptação do molde de aço.
A organização sem fins lucrativos OHorizons projetou um Molde de Madeira, baseado no filtro Versão 10 do CAWST, que pode funcionar como alternativa de baixo custo. Os planos para um Molde de Madeira estão disponíveis abertamente no site da OHorizons.

### Plástico
Os filtros de plástico são construídos a partir de barris de plástico, geralmente formados externamente. Os filtros de bioareia Hydraid são construídos em plástico de qualidade médica com resistência ultravioleta. TivaWater é a versão mais recente do filtro plástico de bioareia e possui várias melhorias importantes.

### Aço inoxidável
Descobriu-se que um filtro de bioareia de aço inoxidável desenvolvido por engenheiros da Fundação SM Sehgal, uma ONG com sede em Gurugram (antiga Gurgaon), na Índia, tem um desempenho melhor do que seus equivalentes de betão e tem uma oportunidade mais ampla de aplicação e adoção em diferentes condições geográficas. O elevado custo do plástico impede a sua utilização nas zonas rurais da Índia. O filtro de aço inoxidável, denominado JalKalp, oferece uma maior taxa de filtração e melhor portabilidade (do que os modelos de betão) e melhor controlo de qualidade de produção. Os filtros de betão são propensos a quebrar e podem ser difíceis de transportar devido ao peso (65kg), tornam-no inadequado, especialmente em locais remotos, rurais ou montanhosos. Problemas comuns de qualidade são variações no material de construção e falhas de fabricação. Além disso, a eflorescência devido aos sais na água reduz a vida útil do filtro de betão. O recém-desenvolvido peso leve (4,5kg) o filtro de bioareia de aço inoxidável tem uma vantagem sobre os filtros de betão, superando cada uma dessas deficiências e proporcionando melhor controlo de qualidade. Além de melhorar a sua aparência, o aço inoxidável aumenta a resistência, fiabilidade, durabilidade e portabilidade do filtro. Os testes de qualidade da água demonstram a eficácia do JalKalp contra E. coli, coliformes totais, turbidez e contaminação por ferro. Este filtro integra as propriedades germicidas do cobre com a filtração convencional. A introdução de folha de cobre na zona de drenagem do filtro JalKalp aumentou a remoção de coliformes totais e E coli para 100% da água contaminada. A Fundação SM Sehgal promove o modelo, que não necessitava de eletricidade, em toda a Índia através de parcerias com organizações com ideias semelhantes para beneficiar o maior número possível de famílias rurais.
Existem desafios na criação de filtros de água com bioareia nos países em desenvolvimento. Muitos não têm capacidade profissional para construir formas metálicas para despejar o betão. Encontrar tamanhos de malha adequados para peneirar as camadas de areia também pode estar ausente. Na Nicarágua pode-se encontrar metalúrgicos capazes de soldar varões para construção de casas, no entanto, não se encontra equipamentos para dobrar chapas metálicas para criar os moldes de metal. A areia não é vendida em lojas de ferragens como nos Estados Unidos. Provavelmente é comprado pela carga de coleta em leitos de riachos ou poços e a única malha disponível é de 1/4 de polegada, que é muito grande.

Outro problema enfrentado pelo uso dos filtros é a adoção. Muitos projetos podem fornecer assistência na construção de filtros de água e alguns podem até distribuí-los, mas conseguir que os cidadãos do país anfitrião utilizem os filtros requer muito mais dedicação. As pessoas precisam de estar conectadas aos proprietários de filtros de água para insistir que usem os dispositivos e para que adquiram o hábito de usá-los. Caso contrário, vários dos filtros serão abandonados e deixados sem vigilância nas estradas. A simples entrega dos filtros não é suficiente para adoção.